# Azkoitia
Azkoitia en basque ou Azcoitia en espagnol est une commune du Guipuscoa dans la communauté autonome du Pays basque en Espagne.

## Géographie
Azkoitia compte deux elizates, Arrietamendi et Izarraitz et le quartier d'Ormaolamendi.

## Histoire

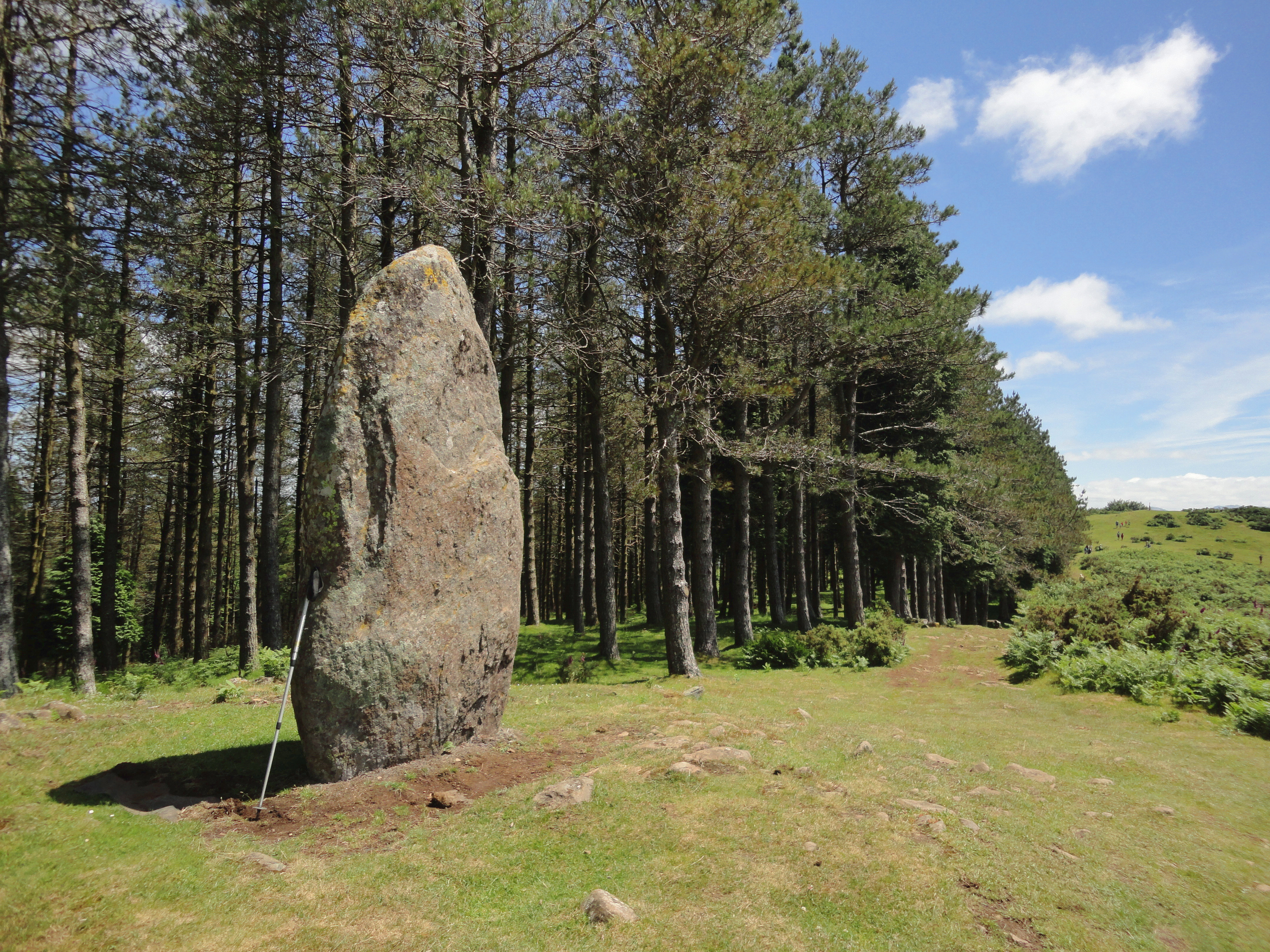
Le menhir d'Arribirilleta, situé à quelques kilomètres d'Azkoitia.

## Patrimoine
Le patrimoine architectural d'Azkoitia et nombreux et bonne qualité. Certains de ses édifices les plus représentatifs sont :
- Maison-tour de Balda
- Église Sainte-Marie la Royale (Azkoitia)
- Palais d'Insausti
- Tour Idiaquez

## Personnalités
- Ignacio de Iriarte (1621 - 1685), peintre.
- Ignacio Manuel de Altuna (1722 - 1762), cofondateur de la Real Sociedad Bascongada de Amigos del País.
- Xavier María de Munibe, conte de Peñaflorida (1723 - 1785), cofondateur de la Real Sociedad Bascongada de Amigos del País.
- José de Larrañaga (1728-1806), frère franciscain, organiste, maître de chapelle du sanctuaire d'Arantzazu, compositeur.
- José María de Eguía, Marquis de Narros (1733 - 1803), cofondateur de la Real Sociedad Bascongada de Amigos del País.
- José Francisco de Aizquíbel (1798 - 1865), bibliophile et lexicologue qui s'est consacré à l'étude de la langue basque.
- Isidro Gil Gabilondo (1843 - 1917), peintre.
- Nemesio Otaño (1880 - 1956), compositeur et musicologue.
- José Ignacio Aguirrezábal (1891 - 1956), missionnaire et constructeur dans les localités péruviennes de Pucallpa et Ciudad de La Merced.
- Atano III (1904 - 2001), un des meilleurs joueurs pelotaris de tous les temps. Dominant la main nue durant deux décennies.
- Diego García (1961 - 2001), coureur de marathon. Fut vice-champion d'Europe en 1994.
- José Manuel Alberdi (1922 - 2008), sculpteur.
- Xabier Arzalluz (1932 - ), politique, ex-président du PNV.
- José Araquistáin (1937 - ), gardien de but.
- Juan Luis Zabala (1963 - ), écrivain de langue basque, journaliste et blogueur.

## Témoignages de voyageurs

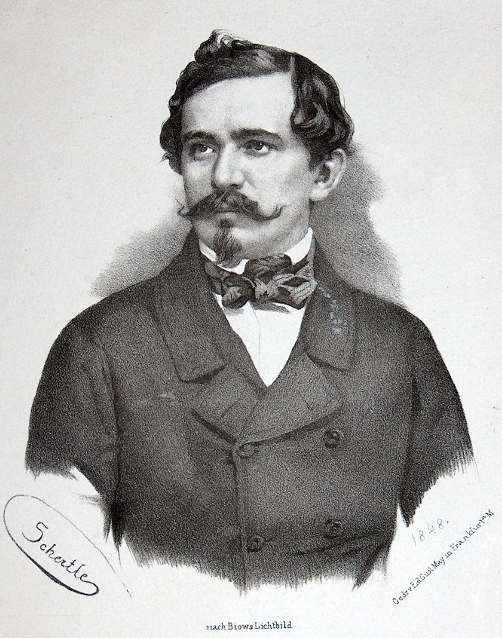
Felix Maria Vincenz Andreas Fürst von Lichnowsky

Durant la première guerre carliste, le militaire allemand Felix von Lichnowsky, aligné dans les rangs carlistes, parle d'Azkoitia dans ses mémoires : « Ses habitants passent pour être les plus beaux des trois provinces. En effet, personne n'avait rencontré d'images aussi belles, et quand le dimanche, après la messe, se retrouvent réunis par centaines, on ne voit pas un visage qui ne soit agréable. Les femmes ont une taille fine et svelte, de petits pieds, les yeux grands et noirs, pleins d'expression, assombris par de longs cils. Nous sommes très bien à Azcoitia »

### Sources
- (es) Cet article est partiellement ou en totalité issu de l’article de Wikipédia en espagnol intitulé « Azcoitia » (voir la liste des auteurs).